# Léonce Girardot
Pour les articles homonymes, voir Girardot.

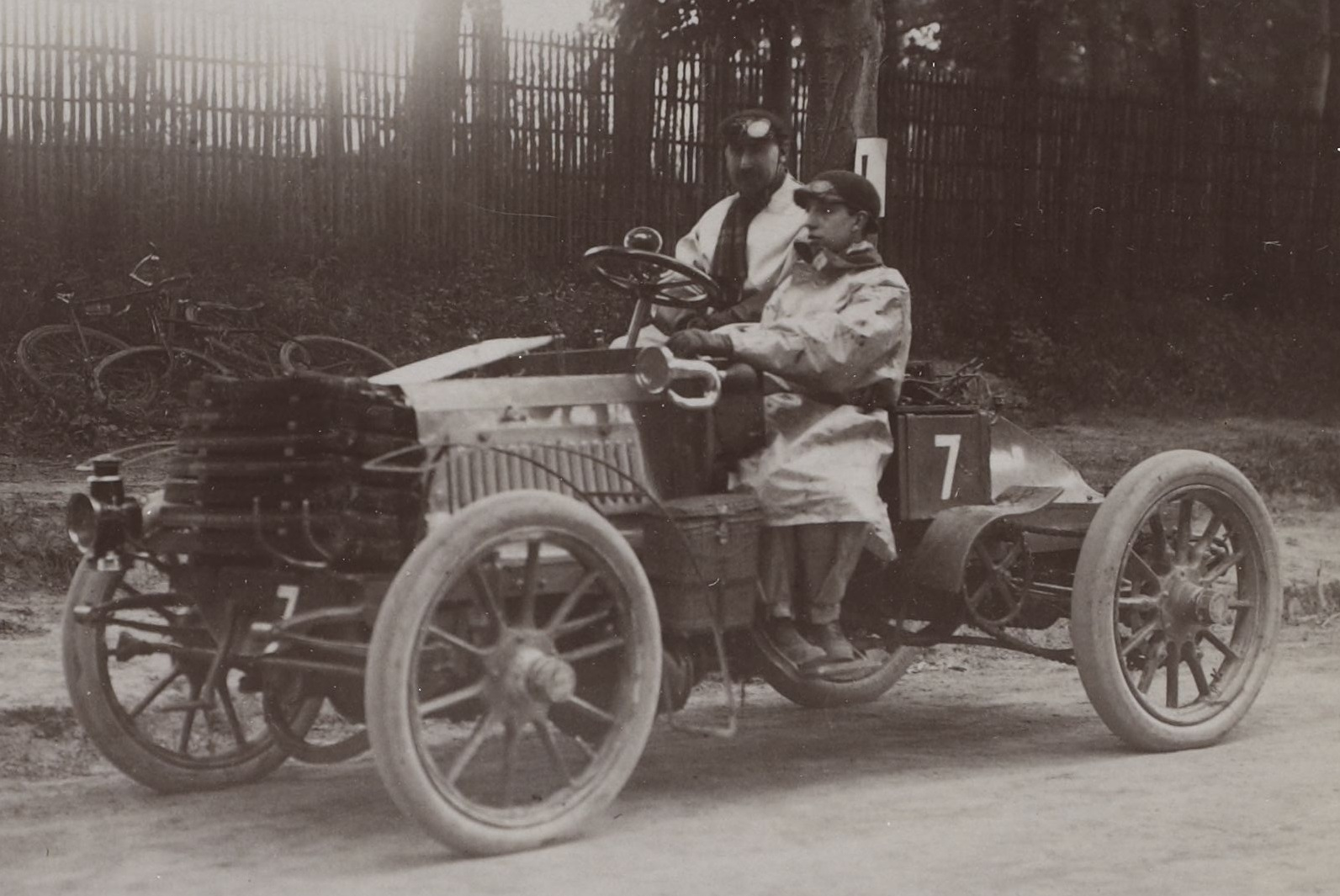
Léonce Girardot vainqueur de la Coupe Gordon Bennett 1901, sur Panhard 40 hp.

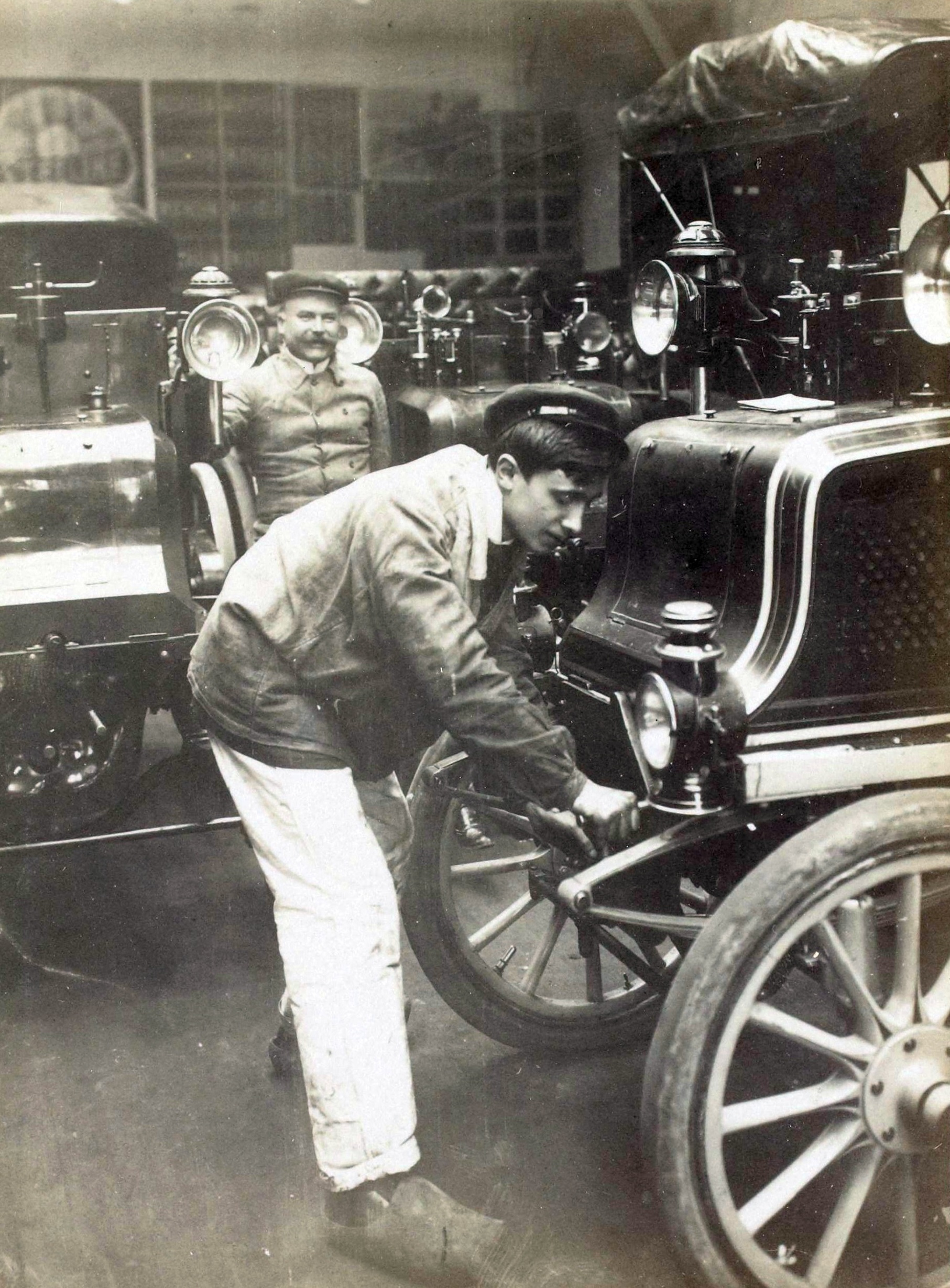
Garage-concession Darracq-Panhard de Léonce Girardot (au centre et à l'arrière-plan, 1899).

Léonce Girardot dit Le Docteur de l'Automobile, ou L'éternel second (30 avril 1864 à Paris - 8 septembre 1922 à Levallois-Perret) est un pilote automobile français.

## Biographie
En 1897, il termine quatrième associé à Gaston Rivierre sur deux roues biplace du 1er Critérium des Motocycles (Montgeron-Ozoir-la-Ferrière et retour).
En 1901, il participe avec Fernand Charron (avec qui il se rend la même année aux États-Unis pour assister à quelques courses sur la région de New York et notamment à Buffalo) et Émile Voigt (né en 1871 à Lille) à la fondation de la société des Automobiles Charron-Girardot-Voigt (CGV) à l'ouest de Puteaux, dans de modernes locaux avec Étienne Giraud pour metteur au point (société dont Gordon Bennett sera l'un des premiers clients et qui fabriquera notoirement des automobiles Alda (en) pour la compétition), qui deviendra Charron en 1906.
Il est agent des moteurs sans soupape Darracq et de Panhard & Levassor avenue des Champs-Élysées.
Le 16 juin 1905, il est victime d'un accident dans la descente de Sayat lors la coupe Gordon Benett et met un terme à sa carrière de pilote.
Il reçoit un brevet américain pour un embrayage à friction amélioré pour automobiles et autres véhicules toujours en 1905.
Il fonde la société GEM (Société Générale d'automobiles Électro-Mécaniques) également à Puteaux, qui fabrique des automobiles hybrides électriques de 1907 à 1909. En 1911, il crée la société Léonce Girardot et Cie.
Il avait épousé Fanny Levasseur, fille de Pierre Émile Levasseur.

## Palmarès
- 1898: 2e de la course Paris-Amsterdam-Paris sur Panhard
- 1899: 1er de la course Paris (Saint-Germain)-Rouen-Paris (Saint-Germain) (Coupe de Périgord) sur Panhard 6 hp
- 1899: 1er de la course Paris-Ostende sur Panhard 12 hp (ex æquo avec Alfred Velghe sur Mors)
- 1899: 1er de la course Paris-Boulogne sur Panhard 12 hp
- 1899: 2e du Tour de France automobile sur Panhard 12 hp
- 1899: 2e de la course Nice-Castellane-Nice sur Panhard 12 hp
- 1899: 3e de la course Paris-Bordeaux sur Panhard 12 hp
- 1900: 1er de la course du Catalogue sur Panhard 12 hp
- 1900: 2e de la coupe Gordon Bennett sur Panhard 40 hp
- 1901: 1er de la Coupe Gordon Bennett sur Panhard 40 hp (et participation encore en 1902)
- 1901: 2e du Paris-Berlin sur Panhard
- 1901: 3e du Grand Prix de Pau sur Panhard
- 1902: 6e du circuit des Ardennes sur C.G.V.